# 青鸟的虚像

《青鸟的虚像》游戏海报。

游戏桌面

《青鸟的虚像》是由Ocean-X在2004年开发的一款AVG同人游戏，是基于日本动画片《钢之炼金术师》的人物以及部分设定而开发的。其中包括对话、剧情 、场景则全部为原创。

## 内容
在艾尔利克兄弟进行人体炼成后的五年，爱德华恢复了弟弟的人类身体，和弟弟一起在圣特拉尔过上了平静幸福的生活……
与此同时，爱德华终于正式进入了中央司令部，成为了历史上最年轻以上校的身份成为大总统的秘书官；而罗伊终于也成为了副总统并且继续实现他的“梦想”而继续努力。
但是，“如果没有牺牲就不可能得到任何东西”——这个遵循著『等价交换”的世界里，重新找回弟弟的爱德华又付出了怎样的代价呢？看似平静的生活又究竟能持续多长时间……

## 详细信息
作品类型:AVG
- 游戏人数:1人
- 作品平台:PC
- 语言种类:中文GB + BIG5
- 载体:CD-ROM
- 作品性质:非流通品，仅供个人收藏
- 年龄制限:全年龄
- 开发环境:NScripter
- （开发者:高桥直树）
- （中文化:EGC & Gameclub）
- 补充：本作品为《钢之炼金术师》的同人衍生游戏，与原作并无商业关系。本作品中所有影音图象及文字均为制作组成员制作，完全原创。

## 制作组
- 制作总监:Chris
- 剧本及文案:王津津
- 文案协力:FEN
- CG绘制:Siren、Chris
- 角色绘制:Siren、Chris
- 场景绘制:北斗
- 程序制作:Chris、踏云
- 部件设定:北斗
- OP/ED:ChrisFox
- CV:ChrisFox、吾恩、jabal
- 翻译协力:danver
- BGM音乐协力:太阳君